# Louis Michaud
Pour les articles homonymes, voir Michaud.
Louis Michaud, né le 8 octobre 1912 à Puteaux (Hauts-de-Seine) et mort le 15 novembre 1991 à Suresnes (Hauts-de-Seine), est un homme politique français, député de la Vendée de 1946 à 1967.

## Biographie et carrière politique
Son père, Armand, originaire du Poiré-sur-Vie (Vendée), avait fondé à Puteaux une entreprise de charpente et de menuiserie dans laquelle Louis Michaud travaille à partir de 1930.
Impliqué dans des mouvements catholiques de jeunesse, il se consacre à la direction de la Jeunesse indépendante chrétienne à partir d'octobre 1938. Il deviendra membre du comité général de l'Association catholique de la jeunesse française.
Mobilisé le 26 août 1939, démobilisé le 8 août 1940, il reprend son travail dans l'entreprise familiale. En août 1944, il est membre du comité de libération de Puteaux. Membre du MRP, il conduit sans succès la liste du parti aux élections municipales de mai 1945.
En octobre 1945, Louis Michaud est candidat aux élections législatives dans le département de la Vendée sur la liste du MRP, sans plus de succès. Renouvelant sa candidature en juin 1946, il est élu sur la liste MRP dirigée par Lionel de Tinguy du Pouët et entre donc à la seconde Assemblée nationale constituante. Il y siège à la commission des moyens de communication et des PTT.
Réélu en novembre 1946, il est membre des commissions des moyens de communication, de la reconstruction et des dommages de guerre, et de la marine marchande et des pêches. À partir de janvier 1948, il est également membre de la commission de la famille, de la population et de la santé publique.
Réélu en juin 1951, Louis Michaud est membre de la commission de l'éducation nationale et vice-président de la commission de la marine marchande et des pêches. Il intègre également la commission de la justice et de la législation à compter de janvier 1953.
Représentant l'Assemblée nationale au sein de la commission supérieure du Crédit maritime mutuel, il se consacre aux questions maritimes et rédige plusieurs rapports soumis à la commission de la marine marchande et des pêches.
Réélu en janvier 1956, il est nommé secrétaire de l'Assemblée nationale.
Le 23 novembre 1958, lors des élections de la première législature de la Cinquième République, Louis Michaud est élu dans la troisième circonscription de la Vendée (Les Sables-d'Olonne-Challans), en battant le candidat des Indépendants et paysans Armand de Baudry d'Asson. Il est réélu en 1962, mais il doit d'incliner en 1967 devant le candidat UNR Pierre Mauger.

## Détail des fonctions et des mandats

### Mandats nationaux
- 2 juin 1946 – 27 novembre 1946 : Député de la Vendée à la IIe Assemblée nationale constituante
- 10 novembre 1946 – 8 décembre 1958 : Député de la Vendée
- 30 novembre 1958 – 2 avril 1967 : Député de la 3e circonscription de la Vendée

### Mandats locaux
- 1945 – 1946 : Conseiller municipal de Puteaux
- 1946 – 1953 : Conseiller municipal du Poiré-sur-Vie
- 1953 – 1974 : Maire de L'Île-d'Yeu
- 1954 – 1973 : Conseiller général du canton de L'Île-d'Yeu